# Danielle Lozeau
Danielle Christine Lozeau (* 22. August 1987 in Leominster, Massachusetts) ist eine US-amerikanische ehemalige Schauspielerin und Model sowie heutige Fotografin.

## Leben
Lozeau wurde am 22. August 1987 in Leominster, im US-Bundesstaat Massachusetts, geboren. Sie ist kanadischer Abstammung und wuchs in Boston auf. An der Fitchburg State University erhielt sie ihren Bachelor-Abschluss in Business Administration und Management, an der University of New Mexico in Business/Commerce. Sie gab 2003 ihr Filmschauspieldebüt in der Low-Budget-Filmproduktion Extra Credit. Ab demselben Jahr bis einschließlich 2005 wirkte sie in 39 Episoden des Formats Common Ave. mit.
2005 stellte Lozeau im Horrorfilm Detour Into Madness Vol 1. mit der Rolle der Raylin Brenner eine der Hauptrollen dar. Der Film erschien im Videoverleih. 2006 spielte sie die weibliche Hauptrolle der Jennifer Bond im Horrorfilm Pretty Dead Things. 2010 erhielt sie eine kleinere Rolle in Legion. Sie blieb überwiegend dem Genre des Horrorfilms treu und wirkte 2011 im Horrorfilm Garden of Hedon in der weiblichen Hauptrolle der Maria de Alverta mit. 2013 spielte sie im Horrorfilm The Bell Witch Haunting mit. 2014 übernahm sie die weibliche Hauptrolle der Danielle Mason im Horrorfilm Black Water Vampire – Die Nacht des Grauens. Zuletzt war sie 2018 in der Rolle der Marguerite im Spielfilm Waterlily Jaguar als Schauspielerin zu sehen.
Heute arbeitet sie als Hochzeitsfotografin.

## Filmografie (Auswahl)
- 2003: Extra Credit
- 2003–2005: Common Ave. (Fernsehserie, 39 Episoden)
- 2004: Saphron & the Hydra (Kurzfilm)
- 2004: Wolves of Chechnya (Kurzfilm)
- 2004: Sekai Gyoten News (Fernsehserie, 1 Episode)
- 2004: What I Want
- 2004: A House Divided
- 2005: Waiting (Kurzfilm)
- 2005: Lame (Kurzfilm)
- 2005: Red Doors
- 2005: Detour Into Madness Vol 1.
- 2005: The Comic Book Man (Kurzfilm)
- 2005: Seasons (Fernsehfilm)
- 2005: Diamond in the Rough (Kurzfilm)
- 2005: The Accident (II)
- 2006: Remedial Attraction
- 2006: An American Letter
- 2006: Shadows Fall
- 2006: Pretty Dead Things
- 2007: The Surrogate (Kurzfilm)
- 2008: Absent Father
- 2008: Terminator: The Sarah Connor Chronicles (Fernsehserie, Episode 1x02)
- 2008: The Eye
- 2008: Noho, PA (Fernsehserie, Episode 1x01)
- 2008: Spark It Up
- 2009: Easier with Practice
- 2010: Legion
- 2010: Asleep in Child’s Park (Kurzfilm)
- 2011: The Cockle Cove Inn
- 2011: Homecoming
- 2011: Jebediah
- 2011: Nice Not Meeting You (Kurzfilm)
- 2011: Believe You Me
- 2011: State Line (Kurzfilm)
- 2011: Red Hook Black
- 2011: Garden of Hedon
- 2012: Ontogenesis (Kurzfilm)
- 2012: Fork in the Road (Kurzfilm)
- 2012: The Devil Girl of Devonshire
- 2013: 45 Days
- 2013: Busted Roots (Fernsehserie, Pilotfolge)
- 2013: The Bell Witch Haunting
- 2013: David’s Dream (Kurzfilm)
- 2013: Misogynist
- 2014: Black Water Vampire – Die Nacht des Grauens (The Black Water Vampire)
- 2014: Bukowski’s (Kurzfilm)
- 2014: The Murders of Brandywine Theater
- 2014: The Glass House
- 2014: Werewolf Rising
- 2014: The Other Side
- 2014: Letters to R (Kurzfilm)
- 2015: Redemption of the Heart
- 2015: Audacity
- 2015: My Neighborhood (Fernsehserie, Episode 1x01)
- 2016: Relapse
- 2016: Aberrant (Kurzfilm)
- 2017: The Rift (Kurzfilm)
- 2017: Broken Memories
- 2018: Waterlily Jaguar